# Sunflower (2023)
Sunflower ist ein Filmdrama von Gabriel Carrubba. Die Premiere des in Melbourne spielenden Coming-of-Age-Films, in dem sich ein 17-Jähriger in seinen besten Freund verliebt, erfolgte im Juni 2023 beim Sydney Film Festival. Der Kinostart in Australien erfolgte Anfang Juli 2024.

## Handlung
Der 17-jährige Leo besucht in Melbourne die Highschool, betrinkt sich auf Partys, schreibt dennoch gute Noten und hat eine Freundin. Als er sich zunehmend zu seinem besten Freund Boof hingezogen fühlt, gerät Leo in eine Identitätskrise.

## Produktion

### Filmstab, Besetzung und Filmmusik
Regie führte Gabriel Carrubba, der auch das Drehbuch schrieb. Es handelt sich bei Sunflower nach den Kurzfilmen Born to Die und Hopeless Paradise um Carrubbas Spielfilmdebüt.
Liam Mollica und Luke J. Morgan spielen in den Hauptrollen Leo und Boof. Mollica spielte zuvor in zwei Kurzfilmen und in sieben Folgen der Fernsehserie Nowhere Boys. Morgan spielte ebenfalls in einigen Kurzfilmen und war in dem Thriller The Xrossing von Steven J. Mihaljevich in einer Hauptrolle zu sehen. Daniel Halmarick, der in der Rolle von Tom zu sehen ist, gibt in Sunflower sein Schauspieldebüt. Elias Anton, bekannt aus Goran Stolevskis Tragikomödie Of an Age, spielt in einer Nebenrolle Boofs älteren Bruder Derek. In weiteren Rollen sind Olivia Fildes als Monique, Nelson Blattman als Gianni und Jacob Pontil-Scala als Cam zu sehen.
Die Filmmusik komponierte Marlon Grunden. Das Soundtrack-Album mit insgesamt 21 Musikstücken wurden Anfang Juli 2024 als Download veröffentlicht.

### Marketing und Veröffentlichung
Die Weltpremiere von Sunflower fand am 15. Juni 2023 beim Sydney Film Festival statt. Im August 2023 wurde der Film beim Melbourne International Film Festival gezeigt. Ende Oktober, Anfang November 2023 wurde er beim Brisbane International Film Festival gezeigt und hiernach beim Melbourne Queer Film Festival. Im Februar 2024 wurde er beim Queer Screen Mardi Gras Film Festival in Sydney vorgestellt. Ende April 2024 wurde der Film beim Outshine Film Festival gezeigt. Im Mai 2024 wurde Sunflower beim Marché du film vorgestellt. Am 4. Juli 2024 kam der Film in ausgewählte australische Kinos. Sunflower wurde in Deutschland im Rahmen des Queer Film Festivals im September 2024 gezeigt.

## Auszeichnungen
Melbourne International Film Festival 2023
- Aufnahme in die Top 10 Feature Films beim Publikumspreis[12]